# Черепаха Олександр Іванович
Олекса́ндр Іва́нович Черепа́ха (нар. 25 березня 1970 — пом. 31 січня 2015) — солдат Збройних Сил України, учасник російсько-української війни.

## Життєпис
Народився 25 березня 1970 року в селі Скибинці Тростянецького району Вінницької області. У 1985 році закінчив 8 класів середньої школи села Глибочок Тростянецького району, потім — Крижопільське спеціальне професійно-технічне училище № 9 (нині — Крижопільський професійний будівельний ліцей; селище міського типу Крижопіль Вінницької області) за спеціальністю «Електрик».
У 1988—1990 роках проходив строкову військову службу в лавах Збройних Сил СРСР. Служив у Центральній групі військ на території Чехословаччини.
У 1991—1992 роках працював електромонтажником Спеціалізованої пересувної механізованої колони № 67 у місті Вінниця, з 1993 року — електриком, механізатором у Приватно-орендному підприємстві «Зоря» (село Глибочок Тростянецького району Вінницької області).
21 серпня 2014 року мобілізований до лав Збройних Сил України. Служив стрільцем-помічником гранатометника 30-ї окремої механізованої бригади.
Загинув 31 січня 2015-го поблизу смт Чорнухине (Попаснянський район Луганська область) під час мінометного обстрілу. Тіло Олександра упізнане в моргу Дніпра наприкінці лютого.
28 лютого 2015 року похований у Скибинцях.
Без Олександра лишились мама та дружина.

## Нагороди та вшанування
- Указом Президента України № 553/2015 від 22 вересня 2015 року, «за мужність, самовідданість і високий професіоналізм, виявлені у захисті державного суверенітету та територіальної цілісності України, вірність військовій присязі», нагороджений орденом «За мужність» III ступеня (посмертно)[1].
- Нагороджений медаллю «За жертовність і любов до України» (посмертно)[2].
- 1 лютого 2016 року в селі Глибочок Тростянецького району на будівлі загальноосвітньої школи (вулиця Шкільна, 4), де навчався Олександр Черепаха, йому відкрито меморіальну дошку[2].
- 9 травня 2016 року у Скибинцях відкрито меморіал Олександру Черепасі[3].
- Вшановується в меморіальному комплексі «Зала пам'яті», в щоденному ранковому церемоніалі 31 січня[4][5].